# Andrei Wladimirowitsch Grjasew

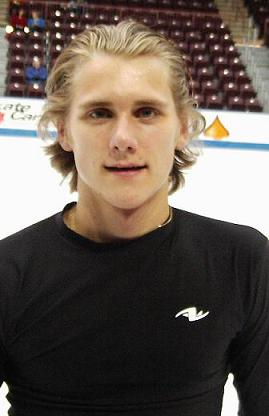
Andrei Grjasew bei Skate Canada, 2005

Andrei Wladimirowitsch Grjasew (russisch Андрей Владимирович Грязев; englisch Andrei Griazev; * 26. Juli 1985 in Perm, Russische SFSR, Sowjetunion) ist ein ehemaliger russischer Eiskunstläufer, der im Einzellauf startete.

## Leben
Er begann mit dem Eiskunstlaufen im Alter von vier Jahren. Im Alter von elf Jahren ging er nach Sankt Petersburg, um bei Alexei Mischin zu trainieren, der auch Jewgeni Pljuschtschenko betreute. Danach wechselte er ab 2002 auf Anraten von Alexei Jagudin zu Tatjana Tarassowa. Später wechselte er wiederum seine Trainerin und trainierte bei Jelena Wodoresowa.
2004 gewann Grjasew die Juniorenweltmeisterschaft. 2007 wurde er russischer Meister bei den Senioren, konnte an die internationalen Erfolge seiner Vorgänger jedoch nicht anknüpfen. Im Zeitraum von 2004 bis 2007 nahm er drei Mal an Welt- und Europameisterschaften teil, 2005 erzielte er dort mit dem elften, bzw. fünften Platz sein bestes Ergebnis. 2009 beendete er seine Wettkampfkarriere.

## Ergebnisse
| Wettbewerb / Jahr           | 2001 | 2002 | 2003 | 2004 | 2005 | 2006 | 2007 | 2008 | 2009 |
| --------------------------- | ---- | ---- | ---- | ---- | ---- | ---- | ---- | ---- | ---- |
| Weltmeisterschaften         |      |      |      | 12.  | 11.  | 17.  |      |      |      |
| Europameisterschaften       |      |      |      | 8.   | 5.   |      | 16.  |      |      |
| Juniorenweltmeisterschaften |      | 14.  |      | 1.   |      |      |      |      |      |
| Russische Meisterschaften   | 8.   | 6.   | 5.   | 3.   | 2.   | 9.   | 1.   | 3.   | 5.   |